# مالك بن حنظلة التميمي
مالك بن حنظلة التميمي جد جاهلي من بني تميم، ويقال له "مالك الأصغر" للتمييز بينه وبين جده مالك بن زيد مناة بن تميم، وكان جواداً كريما ولقب بالغَرْف لسخائه.

## نسبه
هو: مالك بن حنظلة بن مالك بن زيد مناة بن تميم بن مر بن إد بن طابخة بن إلياس بن مضر بن نزار بن معد بن عدنان من ذرية إسماعيل بن إبراهيم عليهما السلام

وكان اسمه عوف فعرف لسائخه مالك ويسمى مالك (غرفا) لسخائه وفيه يقول الأسود بن يعفر الدارمي:
أمه: أسيّة بنت عمرو بن زباية بن عامر بن إمرئ القيس بن فتيّة بن النمر بن وبرة من قضاعة.

## زوجاته وذريته
كان لمالك بن حنظلة التميمي عشرة أولاد من عدة زوجات وهم:
- دارم ابن مالك وهو بحر
- ربيعة ابن مالك
- رزام ابن مالك

وأمهم بنت الأحب بن مالك بن علي ابن عدي بن مزاعم بن سعد الله بن فران بن بلي بن عمرو بن الحاف بن قضاعة.
- يربوع ابن مالك
- زيد ابن مالك
- الصّديّ ابن مالك،

وأمهم العدويّة وهي: الحرام بنت خزيمة بن تميم بن الدول بن جل بن عدي بن عبد مناة بن أد، ويقال لهم العدوية نسبةً إلى أمهم.
- أبو سود ابن مالك
- عوف ابن مالك

وأمهم طهيّة بنت عبشمس بن زيد مناة بن تميم، ويقال لهم بنو طهية نسبةً إلى أمهم.
- جشيش ابن مالك

وأمه حظيّ بنت ربيعة بن مالك بن زيد مناة بن تميم، وبأمه يعرفون وإليها ينسبون.
- كعب ابن مالك

وأمه الصحاريّة وبها يعرفون، وصحار هو سعد بن زيد، وجهينة بن زيد.
ويقال لربيعة، ورزام، وكعب: الخشاب.

ويقال لطهيّة والعدويّة: الجمار، وفي ذلك يقول جرير اليربوعي: